# Nephodia pellucida
Nephodia pellucida là một loài bướm đêm trong họ Geometridae.